# Церква святого Миколая (Медвежа)
Церква святого Миколая — розташована у селі Медвежа належить до Самбірсько-Дрогобицької єпархії, і вважається однією з найстаріших у Дрогобицькому районі. 

## Історія
Перша письмова згадка про церкву (тоді Усікновення Голови Івана Предтечі) в Медвежі належить до 1565—1566 років. У 1650 році споруджено другу дерев'яну церкву Вознесіння Господнього, а  1800 року — третю дерев'яну церкву святого Миколая. На її місці 1872 року, у період українського національного відродження, після скасування в Галичині панщини звели четверту дерев'яну церкву святого Миколая.
Храм пережив лихоліття двох світових воєн, панування кількох окупаційних режимів і достояв до наших днів. У її стінах молилося декілька поколінь медвежан, здійснювали своє душпастирське служіння 18 священиків, з них найдовше: о.Павло Полянський (1855—1884), під керівництвом якого збудована церква, гостро виступав проти москвофілів; о.Іван Сілецький (1886—1908), прихильник москвофільства, заснував у селі читальню Качковського; отець Йосиф Мизь (1920—1950), відзначався високим патріотичним духом та християнською мораллю, активно сприяв розвитку просвіти, зміцненню національної свідомості серед мешканців, заснуванню і діяльності у селі осередків українських культурно-освітніх, економічних та політичних організацій. Усі троє поховані біля церкви.
У 1962—1963 роках церква була закрита більшовицькою владою.
1990 року церква повернута в лоно УГКЦ, також із приходом незалежності парафіяни та священики активно взялись відбудовувати храм. Так за діяльності о. Івана Смеричанського було відбудовано зруйновану більшовиками плебанію. 
Зважаючи на те, що церква включена до державного реєстру як пам'ятка бойківської дерев'яної архітектури, важливо було максимально зберегти її автентичність. 2003 року було зроблено ремонт дзвіниці, придбано і встановлено нові дзвони. У 2004 році споруджено нову церковну браму. 2007 року зроблено зовнішній ремонт церкви, перекритий дах, покриті нержавіючою сталлю куполи. 2009 року подвір'я перед церквою замощене бруківкою. У 2011 році реставровано іконостас і бічні престоли. А апогеєм цієї великої праці став проведений у 2012 році внутрішній ремонт церкви, включно з розписом стін, після чого храм набув глибшого духовного змісту. До слова, у XVII столітті майстер із Дрогобича написав для Медвежанської церкви ікону «Покров Пресвятої Богородиці», яка нині зберігається в Національному музеї у Львові.
Робота з відновлення храму виконана завдяки об'єднаним зусиллям членів парафіяльної громади, жертводавцям і доброчинцям із села та з-поза його меж, імена яких вписані в історію церкви.